# Грибанов, Виктор Алексеевич
Виктор Алексеевич Грибанов (28 июля, 1922, дер. Большая Пельпахта, Бабаевский район, Вологодская область, СССР — 31 мая 2011, Вологда, Российская Федерация) — советский партийный и государственный деятель, председатель исполнительного комитета Вологодского областного Совета народных депутатов (1975—1984).

## Биография
В 1940 г. окончил среднюю школу и был призван в армию. Участник Великой Отечественной войны, в связи с ранениями был уволен в запас.
- 1958—1963 гг. — первый секретарь Грязовецкого райкома КПСС.
- 1963—1966 гг. — первый секретарь Вологодского райкома КПСС. За 5 лет в районе были построены 21 школа, 16 клубов, 2 библиотеки, 8 детских садов и яслей, 4 медпункта, 24 магазина, 5 столовых. Достигнут рост урожайности зерновых, овощей и продуктивности в животноводстве.
- 1969—1975 гг. — секретарь Вологодского обкома КПСС.
- 1975—1984 гг. — председатель Вологодского облисполкома.

Депутат Верховного Совета РСФСР 6 и 9-10 созывов, делегат XXIII, XXV и XXVI съездов КПСС.
С 1984 года на пенсии. Жил в Вологде. Скончался 31 мая 2011 года. Похоронен на Пошехонском кладбище.

## Награды и звания
Герой Социалистического Труда.
Награждён орденами Красной звезды, Отечественной войны II степени, двумя орденами Трудового Красного Знамени, 14 медалями и другими наградами.
В 2008 г. ему было присвоено звание «Почетный гражданин Вологодского района».